# 加斯梅登體育會
加斯梅登體育會（CS Gaz Metan Mediaș）是羅馬尼亞的一家足球俱樂部，主場位於梅迪亞什。球隊創建於1945年。主場球場是加斯梅登球場，可以容納8000人觀眾。